# (39418) 1204 T-2
1204 T-2 (asteroide 39418) é um asteroide da cintura principal. Possui uma excentricidade de 0.11061330 e uma inclinação de 3.39751º.
Este asteroide foi descoberto no dia 29 de setembro de 1973 por Cornelis Johannes van Houten e Ingrid van Houten-Groeneveld e Tom Gehrels em Palomar.